# Petăr Zanev
Petăr Dimitrov Zanev (in bulgaro Петър Димитров Занев?; Blagoevgrad, 18 ottobre 1985) è un ex calciatore bulgaro, di ruolo difensore.

## Palmarès

### Competizioni nazionali
- Coppa di Bulgaria: 2

Liteks Loveč: 2008-2009
CSKA Sofia: 2020-2021
- Campionato bulgaro: 1

Liteks Loveč: 2009-2010